# Geronimo (film, 2014)
Pour les articles homonymes, voir Geronimo (homonymie).
Pour plus de détails, voir Fiche technique et Distribution.
Geronimo est un film dramatique français écrit et réalisé par Tony Gatlif, sorti en 2014.
Il est sélectionné hors compétition « Séances spéciales » au Festival de Cannes en mai 2014.

## Synopsis
Geronimo est une jeune femme de trente ans, éducatrice spécialisée intègre et respectée depuis des années par les jeunes de son quartier dans une ville du sud de la France. Sa vie bascule quand Nil Terzi, une jeune fille de seize ans, s'échappe de son mariage arrangé pour retrouver son amoureux Lucky Molina. Leur fuite met le feu aux poudres entre les familles des deux amants, issues de l'immigration turque et du monde des gitans, et lorsque l'affrontement éclate, Geronimo est la seule à vouloir se battre pour arrêter la folie qui embrase le quartier.

## Fiche technique
- Titre français : Geronimo
- Réalisation et scénario : Tony Gatlif
- Scénario : Tony Gatlif
- Costumes : Catherine Rigault
- Photographie : Patrick Ghiringhelli
- Son : Adam Wolny
- Montage : Monique Dartonne
- Musique : Valentin Dahmani et Delphine Mantoulet
- Production : Delphine Mantoulet
- Sociétés de production : Princes Films ; Rhône-Alpes Cinéma (coproduction) ; Cinémage 8 (association)
- Sociétés de distribution : Les Films du losange ; Axia Films Inc. (Québec), Imagine Film Distribution (Belgique), Pathé Films AG (Suisse romande)
- Pays d'origine :  France
- Langue originale : français
- Format : couleur - son Dolby 5.1
- Genre : drame
- Durée : 104 minutes
- Date de sortie :
  - France : 24 mai 2014 (Festival de Cannes) ; 15 octobre 2014 (nationale)
  - Suisse romande : 15 octobre 2014
  - Québec : 8 novembre 2014
  - Belgique : 9 octobre 2014 (Festival international du film francophone de Namur) ; 24 décembre 2014 (nationale)

## Distribution
- Céline Sallette: Geronimo
- Sergi López : Le père de Geronimo
- Rachid Yous : Fazil
- David Murgia : Lucky
- Nailia Harzoune : Nil
- Vincent Heneine : Antonieto
- Adrien Ruiz : El Piripi
- Aksel Ustun : Kemal
- Tim Seyfi : Tarik
- Sébastien Houbani : Hassan

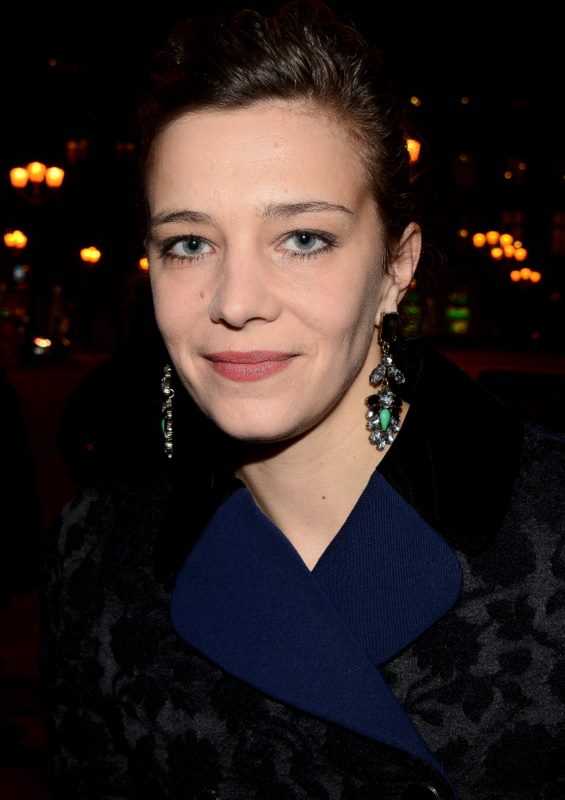
L'actrice principale Céline Sallette, ici au dîner des révélations des Césars 2014.

- Finnegan Oldfield : Nikis Scorpion
- Arthur Vandepoel : Alex
- Maryne Cayon : Soda
- Pierre Obradovic : Yougoss
- Alexis Baginama Abusa : Yaxa

## Production

### Lieux de tournage
Le tournage a lieu à Perpignan, Saint Etienne, ainsi que La Palme dans l'Aude[réf. nécessaire].

## Distinctions

### Nominations et sélections
- Festival de Cannes 2014 : sélection hors compétition « Séances spéciales »
- Festival du cinéma international en Abitibi-Témiscamingue 2014 : Prix Communications et Société
- Festival international du film de Busan 2014 : « Open Cinema »
- Festival international du film de Locarno 2014 : « Piazza Grande »
- Festival international du film francophone de Namur 2014 : « Compétition officielle »
- Festival du film français d'Helvétie 2014 : « Sélection FFFH »
- Festival international du film de Varsovie 2014 : « Special Screenings »
- Festival du film français au Japon 2014 : « Sélection officielle »
- Festival du film rhônalpin 2015 : Lauréat du meilleur long-métrage
- Rendez-vous du cinéma français à Paris 2015 : « Press junket »